# Mike Fontenot
Michael Eugene "Mike" Fontenot (* 9. Juni 1980 in Slidell, Louisiana) ist ein ehemaliger professioneller US-amerikanischer Baseballspieler der Major League Baseball (MLB).